# Flitcham
Flitcham – wieś w Anglii, w hrabstwie Norfolk, w dystrykcie King’s Lynn and West Norfolk. Leży 54 km na zachód od Norwich i 153 km na północ od Londynu.
W 2001 miejscowość liczyła 236 mieszkańców.